# Maravillosa familia de Tokio
Maravillosa familia de Tokio (家族はつらいよ, Kazoku wa Tsurai yo) es una película de comedia japonesa de 2016 dirigida por Yoji Yamada y protagonizada por Isao Hashizume, Kazuko Yoshiyuki, Masahiko Nishimura, Yui Natsukawa, Tomoko Nakajima, Hayashiya Shōzō IX, Satoshi Tsumabuki y Yū Aoi. Se estrenó en Japón por Shochiku el 12 de marzo de 2016. Este film comparte el mismo reparto que la película  también dirigida por Yamada en 2013, Una familia de Tokio que a su vez era una nueva versión de la cinta de 1953, dirigida por Yasujirō Ozu Tōkyō monogatari (Cuentos de Tokio). 
Maravillosa familia de Tokio es la primera de una trilogía formada también por Verano de una familia de Tokio (2017) y Tsuma yo bara no yô ni: Kazoku wa tsuraiyo III (2018). 

## Argumento
En un matrimonio (Isao Hashizume y Kazuko Yoshiyuki) que lleva cincuenta años casados, ella le solicita el divorcio. Este anuncio sume a sus hijos en el caos. 

## Reparto[1]
- Isao Hashizume
- Kazuko Yoshiyuki
- Masahiko Nishimura
- Yui Natsukawa
- Tomoko Nakajima
- Hayashiya Shōzō IX
- Satoshi Tsumabuki
- Yū Aoi
- Nakamura Takanosuke
- Jun Fubuki
- Shōfukutei Tsurube II
- Nenji Kobayashi

## Recepción
En su fin de semana de estreno en Japón, la película quedó en cuarto lugar, con 151.422 espectadores y obtuvo una recaudación de 173 millones de yenes.